# باولو مونتي
باولو مونتي (بالإيطالية: Paolo Monti)‏ هو مصور إيطالي، ولد في 11 أغسطس 1908 في نوفارا في إيطاليا، وتوفي في 29 نوفمبر 1982 في ميلانو في إيطاليا.